# Boy Swachten
Adrianus Hubertus Johannes Maria (Boy) Swachten (Roermond, 19 juli 1958 – Hapert, 7 augustus 2017) was een Nederlands burgemeester van de VVD.
Hij is afgestudeerd in de rechten en werd in 1999 wethouder in de gemeente Roermond. Drie jaar later volgde zijn benoeming tot burgemeester van de toenmalige gemeente Kessel. Begin 2009 werd Swachten benoemd tot burgemeester van Bladel. Omdat hij langdurig gezondheidsproblemen kreeg is op 1 november 2016 Peter Maas benoemd tot waarnemend burgemeester van Bladel. Swachten overleed midden 2017 op 59-jarige leeftijd.